# Тарасова, Вера Матвеевна
Ве́ра Матве́евна Тара́сова (25 августа 1914, Томаровка, Томаровская волость, Белгородский уезд, Курская губерния, Российская империя — 18 мая 1993, Йошкар-Ола, Марий Эл, Россия) — советский учёный-историк, педагог, доктор исторических наук, профессор. Одна из ведущих в СССР исследовательниц истории декабристского движения. Заведующая кафедрой истории Марийского педагогического института имени Н. К. Крупской (1941—1980). Заслуженный деятель науки Марийской АССР (1967).

## Биография
Родилась 25 августа 1914 года в селе Томаровка ныне Яковлевского района Белгородской области в семье почтового служащего и сельской учительницы. Отец умер от тифа в 1919 году. 
После окончания школы второй ступени с педагогическим уклоном в 1931 году  три года работала учительницей в двух сельских школах Курской области одновременно. 
В 1938 году окончила исторический факультет Московского областного педагогического института им. Н. К. Крупской, в 1941 году — аспирантуру Московского института истории, философии и литературы им. Н. Г. Чернышевского.
По окончании аспирантуры в 1941—1980 годах — преподаватель и заведующая кафедрой истории Марийского государственного педагогического института имени Н. К. Крупской, доцент (1943). В 1966 году ей присвоена учёная степень доктора исторических наук, в 1968 году — звание профессора.  
Была замужем, супруг — знаменитый марийский учёный-языковед, заслуженный деятель науки РСФСР и Марийской АССР Н. Т. Пенгитов. Воспитала четверых сыновей. Её внучка Вера Тарасова была ведущей телепрограммы «Доброе утро» на телеканале «Россия 1» в начале 2000-х годов.
Ушла из жизни 18 мая 1993 года в г. Йошкар-Оле.

## Вклад в развитие исторической науки
Известна как одна из ведущих в СССР исследовательниц истории декабристского движения, в том числе социально-экономических и политических взглядов Н. Тургенева, П. Пестеля. 
В мае 1941 года успешно защитила кандидатскую диссертацию на тему «Социально-политические взгляды П. И. Пестеля» и получила учёную степень кандидата исторических наук. А в декабре 1966 года на заседании диссертационного совета Ленинградского государственного университета им. А. А. Жданова в декабре 1966 года защитила докторскую диссертацию «Декабрист Н. И. Тургенев и его место в истории общественного движения в России 20–60-х годов XIX века. Эволюция общественно-политических взглядов».
Является автором свыше 70 трудов по проблемам общественно-политической жизни гг. Царевококшайска и Козьмодемьянска XIX века, истории Юринской вотчины Шереметевых и др. В её статьях исследованы вопросы генезиса капитализма, общественно-политической жизни городов, экономического развития и классовой борьбы в Марийском крае.
Первые научные работы В. М. Тарасовой появились в 1946 году в «Трудах» института (т. 5). Одна из них была посвящена 15-летию МГПИ, другая  — запискам Козлянинова «Общее введение в курс политических наук».
В 1965—1967 годах была соавтором и редактором «Очерков истории Марийской АССР», в 1986—1987 годах — «Истории Марийской АССР», а также «Учёных записок» МГПИ им. Н. К. Крупской.
Десятки её студентов-историков стали учёными-историками, среди них: А. Хлебников, К. Сануков, Г. Айплатов, В. Морозов.
В течение многих лет являлась членом Проблемной группы по изучению революционной ситуации в России при Институте истории СССР АН СССР. В 1970 году представляла отечественную историческую науку на Международном конгрессе исторических наук в Москве, плодотворно сотрудничала с Комиссией историков СССР и ГДР.  
За вклад в развитие высшего образования и исторической науки в 1967 году ей присвоено почётное звание «Заслуженный деятель науки и техники Марийской АССР». Является отличником народного просвещения и отличником просвещения СССР.  За многолетнюю и плодотворную научно-педагогическую деятельность награждена орденом Трудового Красного Знамени и медалями.

## Основные научные труды
Далее представлен список основных научных работ В. М. Тарасовой:
- Очерки истории Марийской АССР: (С древнейших времен до Великой Октябрьской соц. революции) / Марийский науч.-исслед. ин-т языка, литературы и истории; [Ред. коллегия: А. В. Хлебников (отв. ред.) и др.]. — Йошкар-Ола: [Маркнигоиздат], 1965. — 363 с., 2 отд. л. карт.: ил.: 21 см.
- Тарасова В. М. Декабрист Н. И. Тургенев и его место в истории общественного движения в России 20-60 гг. XIX в.: (Эволюция обществ.-полит. взглядов): Автореферат дис. на соискание ученой степени доктора исторических наук / Ленингр. гос. ун-т им. А. А. Жданова. — Ленинград: [б. и.], 1966. — 46 с.
- История Марийской АССР. — Йошкар-Ола: Марийское книжное издательство, 1986 — Т. 1: С древнейших времен до Великой Октябрьской социалистической революции / ред. А. В. Хлебников. — 1986. — 301 с.
- История Марийской АССР / Марийский НИИ яз., лит. и истории им. В. М. Васильева; [Редкол.: А. В. Хлебников (отв. ред.) и др.]. — Йошкар-Ола: Марийское кн. изд-во, 1986. —.

Т.2: Эпоха социализма (1917—1987). Т.2 / [А. В. Хлебников, В. Ф. Пашуков, А. Р. Смиренский и др.]. — Йошкар-Ола: Марийское кн. изд-во, 1987. — 326 с.

## Признание
- Отличник просвещения СССР (1980)[8]
- Отличник народного просвещения РСФСР (1956)[8]
- Заслуженный деятель науки Марийской АССР (1967)[1][8]
- Орден Трудового Красного Знамени (1966)[1]
- Медаль «За трудовую доблесть» (1946, 1954)[1]
- Медаль «За доблестный труд в Великой Отечественной войне 1941—1945 гг.»[8]
- Медаль «За доблестный труд. В ознаменование 100-летия со дня рождения Владимира Ильича Ленина» (1970)[8]
- Медаль «Ветеран труда» [8]
- Почётная грамота Президиума Верховного Совета Марийской АССР (1946, 1951, 1957, 1964, 1981)[1]
- Почётная грамота Марийского обкома КПСС и Совета Министров Марийской АССР (1974)[8]

## Память
- Имя учёного-историка В. М. Тарасовой (вместе с языковедом Н. Т. Пенгитовым и историком В. Ф. Пашуковым) увековечено на мемориальной доске на доме № 42 по улице Кремлёвской в г. Йошкар-Оле, где она жила[1][9].
- В 2003 году в Марийском государственном педагогическом институте имени Н. К. Крупской открыта аудитория имени В. М. Тарасовой[1].
- С 1994 года в Марийском государственном педагогическом институте имени Н. К. Крупской проводились Тарасовские чтения[1][10].
- В октябре 2014 года в малом академическом зале историко-филологического факультета Марийского государственного университета состоялась Всероссийская научно-практическая конференция «Актуальные проблемы истории России и ее регионов XVI—XX веков», посвящённая 100-летию со дня рождения профессора В. М. Тарасовой.